# Muhammad III. (Granada)
Abu Abd Allah Muhammad Ben Muhammad, arabisch أبو عبد الله محمد بن محمد (* 15. August 1257 in Granada; † 21. Januar 1314), mit Beinamen المخلوع al-Makhlū („der Entthronte“) war als Muhammad III. von 1302 bis 1309 Emir von Granada.
Muhammad III. trat als Sohn von Muhammad II. al-Faqih (1273–1302) dessen Nachfolge in Granada an. Während Letzterer sich der Dominanz der Meriniden in Andalusien erwehren musste, versuchte Muhammad III. den Einfluss der Nasriden in Marokko auszuweiten. So besetzte er 1306 Ceuta, womit das Emirat von Granada seine Stellung an der Straße von Gibraltar und in Nordmarokko stärken konnte. Allerdings verbündeten sich die Meriniden von Marokko nun mit Kastilien und Aragon. Wegen dieser Isolierung des Reiches nahm die Unzufriedenheit mit Muhammad III. zu. 1309 wurde er abgesetzt und durch seinen jüngeren Bruder Nasr (1309–1314) abgelöst. Schon vorher war Ceuta durch einen Aufstand der Bevölkerung wieder verloren gegangen.